# Rivetina nana
Rivetina nana — вид богомолів роду Rivetina, поширений у Середній Азії та на південному сході Європейської частини Росії. Мешкає в напівпустельних ландшафтах.

## Опис
Середнього розміру богомол, довжина тіла 4,2-5,3 см. Самці більш тендітні, черевце самиці розширене. Тіло від темносіруватобурого до солом'яного жовтого. Голова приблизно однакова завдовжки та завширшки. Передньогруди явно довші за передні тазики, з глибоким овальним надтазиковим вгинанням, по краю зазвичай з зубцями, в темних особин зубці чорні. Передні ноги світліші за загальне забарвлення тіла. Передні стегна міцні, з 12 внутрішніми та 4 зовнішніми шипами. Між основою стегна та 2-м дискоїдальним шипом знаходиться ряд невеликих горбиків. Передні гомілки з 7-8 зовнішніми шипами та 11-12 внутрішніми. Задні та середні ноги довгі.
Довжина крил у самців більша за довжину передньогрудей, кінці крил досягають основи останнього членика черевця. Крила самиць укорочені, досягають верхівки 3-го тергіту черевця. Надкрила самців мають переваний білий край, темнішу пляму на межі середньої та основної третини, а також вічкоподібну пляму ближче до кінця. Також є чорнобура пляма в югальній зоні. Задні крила димчасті, поперечні жилки світлі, ближче до переднього краю є яскрава вічкоподібна пляма з білим центром і темною облямовкою.
Надкрила самиць майже прямокутні, крила не повністю вкриті ними. На них розташована велика вічкоподібна пляма зі світлим центром та темним облямуванням, через яку проходить темна зигзагоподібна перепаска. Субгенітальна платівка самиць з 2 шипами, пристосована для копання ґрунту при відкладці яєць. Церки з 8 члеників.
Один із близько 20 видів роду Rivetina в Середній Азії, розрізнення з іншими видами складне.

## Спосіб життя
Мешкають у напівпустелях та сухих степах. Самиці закопують оотеку в пісок для запобігання висушуванню.

## Ареал
Поширений у Казахстані, Узбекистані, Астраханській області Росії. Мешкає навколо Аральського моря, в пустелях навколо Сирдар'ї та в нижньому Поволжжі.